# Helcogrammoides
Helcogrammoides is een geslacht van straalvinnige vissen uit de familie van drievinslijmvissen (Tripterygiidae).

## Soorten
- Helcogrammoides antarcticus (Tomo, 1982)
- Helcogrammoides chilensis (Cancino, 1960)
- Helcogrammoides cunninghami (Smitt, 1898)